# Pepita Embil
Josefa Embil Echániz (Guetaria, 28 de febrer de 1918 - Ciutat de Mèxic, 28 d'agost de 1994), coneguda com a Pepita Embil, va ser una cantant de sarsuela espanyola, mexicana per naturalització. Va ser batejada pel poble mexicà com La reina de la sarsuela mexicana.

## Biografia

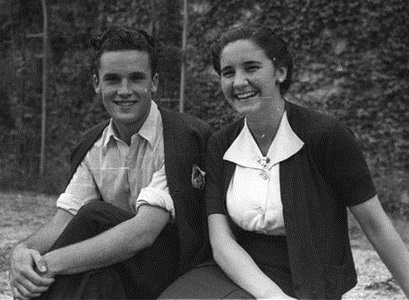
Pepita Embil el 1938 juntament amb Imanol Valdés, tots dos membres d'Eresoinka.

De família basca, filla d'Arturo Embil Lazcano i Germana Echániz Ostolaza.
Es va iniciar al cant a Sant Sebastià, i va començar a cantar a l'Orfeó Donostiarra. El 1940, es va casar amb el baríton barceloní Plácido Domingo Ferrer. Van ser pares del conegut tenor Plácido Domingo Embil. A la seva etapa mexicana, Pepita va ser admirada pels recitals que oferia acompanyada al piano pel seu fill.
Els seus començaments són una mica difusos i n'hi ha moltes versions. No devien ser gaire importants: malgrat ser una artista reconeguda en molt poc temps i el seu debut al Gran Teatre del Liceu de Barcelona a 15 anys, els anys trenta van ser per a ella pràcticament inexistents, en l'aspecte musical. Al Liceu va participar l'any 1934 en les dues representacions de l'òpera basca Amaya, del compositor Jesús Gurudi. Un dels cantants d'aquelles representacions, dels dies 12 i 15 d'abril, va ser el professor de Pepita, Gabriel Olaizola. Aquelles representacions van ser dirigides pel mestre Joan Lamote de Grignon, i el mateix Gabriel Olaizola va ser el director del cor Orfeó Eusko Abesbatza.
El 1935 un retall de premsa tornava a esmentar el nom de Embil, arran d'un concert a Sant Sebastià del 12 d'agost, on van actuar Gabriel Olaizola i ella mateixa com a solistes de l'Eusko Abesbatza. Gairebé un any més tard, el juny de 1936, és esmentada en la crònica de l'Aberri-Eguna de Sant Sebastià, al Eusko-Etxea, amb els cantants de l'Eusko Abesbatza. Entre ells, se cita el baríton Iñaki de Elósegui, a Pepita Embil i a Matilde de Zabalbeaskoa, una soprano que també havia intervingut en les representacions d'Amaya d'abril de 1934 al Liceu.
En acabar la Guerra Civil Espayola, Pepita es convertiria en una soprano lleugera molt apreciada durant els anys quaranta. El seu descobridor no va ser el mestre Federico Moreno Torroba, qui la va contractar per estrenar Sor Navarra (novembre de 1939), sinó un prestigiós mestre basc que la va convidar a apuntar-se a l'Orfeó Donostiarra de Sant Sebastià. Però qui la va contractar per a la seva companyia va ser el mestre Moreno-Torroba, i amb la seva companyia es va presentar en diferents teatres d'Espanya.

### Anys 40 a Espanya
L'estiu de 1940 Pepita formava part d'una companyia de sarsuela que integrava cantants del prestigi de Selica Pérez Carpio i el baríton Plácido Domingo Ferrer, amb el qual ja s'havia casat Pepita. L'octubre de 1940 representaven plegat la sarsuela La picarona al Teatro Duque de Rivas de Còrdova, en la companyia Castillo Olivares, una obra amb llibret d'un dels gestors de la companyia, l'escriptor Emilio González del Castillo. La música era de Francisco Alonso López. El desembre d'aquell any debutaven en el Teatro Alcalá de Madrid. Un mes més tard naixia el fill Plácido. Poc després del naixement del fill, Pepita tornava a pujar a l'escenari del Teatro Alcalá, en l'estrena del 27 de març l'obra El gato negro, una obra amb música de José Olmedo sobre un llibret de Fernando Márquez Tirado i Luís Bellido. Més tard estrenarien en aquell teatre La reina fea, amb música de Manuel López-Quiroga Miquel, conegut popularment com a mestre Quiroga. Van passar després al Teatro Fontalba de la capital espanyola, on van interpretar al llarg de moltes setmanes la sarsuela Maravilla de Federico Moreno-Torroba, que havia estat estrenada, sense ells, el 12 d'abril.
A la tardor es presentaven a València, al Teatre Líric, amb una companyia formada per l'empresari Lluís Ballester Domingo. Després continuarien de gira per Valladolid i Barcelona. En aquesta última ciutat, ja en l'any 1942, actuarien al Teatre Tívoli amb la companyia de Moreno Torroba. I de Barcelona a Madrid, passant per Àvila. A la capital van actuar al Teatro Eslava a partir de finals de març, ja amb el baríton Antonio Medio i immediatament van marxar al Teatro Calderón de Madrid, presentant El desfile del amor, una opereta amb música de Frederic Cotó basada en la pel·lícula homònima de 1929, estrenada el 1930. Amb Medio estrenaria a Madrid Black el payaso, prèviament estrenada a Barcelona el 21 d'abril de 1942 al Coliseum de Barcelona, i Don Manolito el 24 d'abril de 1943 al Teatro Reina Victoria de Madrid, totes dues de Pablo Sorozábal. El maig de 1943 Pepita i Plácido abandonaven la Companyia Lírica del Calderón. Formant companyia amb Antonio Medio i sota els auspicis del mestre Jacinto Guerrero, va estrenar al Teatre Coliseum, de Madrid, Loza, Lozana i En el balcón de Palacio (1943).
El 22 de novembre de 1944 Pepita Embil, Antonio Medio i Plácido Domingo estrenavem l'obra Tiene razón Don Sebastián al Teatro Principal de Saragossa. L'obra tenia com a autor de la música a Jacinto Guerrero i del text a Rafael Fernández-Shaw Iturralde.

### Etapa americana
Després d'acabar una sèrie de gires per la Península Ibérica amb l'agrupació Ases Líricos, estrenant algun teatre com el Gran Vía de Salamanca en 1946, es va embarcar en una gira amb la companyia del mestre Moreno Torroba, que artísticament l'allunyaria d'Espanya gairebé de per vida. El 5 d'abril de 1947 debutava la companyia al Teatro Degollado de la Ciutat de Mèxic, interpretant La chulapona, una obra de gran èxit de Moreno Torroba. Venien d'actuar al Teatro Arbeu.
Va triomfar a Puerto Rico (on va actuar en 1950 al Teatro Tàpia amb la companyia de Miguel de Grandy), Cuba, Mèxic, Veneçuela i Colòmbia. Això seria determinant perquè el matrimoni Domingo-Embil formés una companyia pròpia el 1948 per actuar al Teatro Arbeu i s'establís definitivament a Mèxic. Els anys següents actuarien una temporada en aquell escenari, pujant a l'escenari obres com ara Luisa Fernanda, La vídua alegre, Marina, La tabernera del puerto, El orgullo de Jalisco i altres. Després, el 1951, recorrerien Mèxic associats a la vedette Rosita Fornés, i any rere any la parella reapareixeria pels escenaris mexicans, de vegades com a empresaris associats a famoses veus de sarsuela espanyola que hi recalaven, d'altres com a simples cantants.

### Tornada a Espanya
La família va començar a tenir nostàlgia de la seva terra i es va plantejar acceptar ofertes per venir a actuar a Espanya. El 1966, Pepita i el seu marit van actuar amb la companyia de José de Luna, en una gira per les Illes Canàries i el nord d'Espanya. Més tard, van actuar al Teatro de la Zarzuela de Madrid, recordant altres temps i altres èxits. Tornarien a Barcelona el 1974, dirigits pel seu fill Plácido Domingo Embil, i al Liceu van representar Doña Francisquita. Aquesta seria la darrera obra de la carrera de Pepita Embil i la del seu comiat.
Va morir el 28 d'agost de 1994 en la capital mexicana. L'acta de defunció indica que s'havia naturalitzat mexicana.

## Televisió
Al Canal II de la televisió mexicana, als anys 60 i 70, es van gravar algunes actuacions seves de sarsuela en companyia del seu marit Plácido Domingo Ferrer, que la van fer molt popular.